# Администрация города Тюмени
Администрация города Тюмени — исполнительный орган власти на территории муниципального образования «Город Тюмень». Возглавляется главой города, избираемым Тюменской городской Думой. Положение и статус администрации определяется главой 5 Устава города Тюмень.
В настоящее время обязанности главы города Тюмени исполняет Максим Афанасьев.

## История
Администрация города Тюмени создана в середине 1991 года, в рамках проводимой в РСФСР реформы местного самоуправления,  как исполнительный орган на территории Тюмени. На период формирования Администрации, 
Тюменский горисполком временно исполнял функции исполнительного органа власти в городе. Указом Президента России, 24 декабря 1991 года Главой администрации,  был назначен председатель тюменского горсовета Геннадий Иванович Райков.

В 1995 году принят Устав города Тюмени, в соответствии с которым должность главы Администрации преобразовывалась в Главу города и становилась выборной. Первым всенародно избранным главой города (мэром) стал Степан Михайлович Киричук. 16 марта 2005 года был принят новый устав города Тюмени, в соответствии с которым должности главы города и главы Администрации города были разделены. Должность главы администрации города (сити-менеджера) стала назначаемой по контракту. В 2018 году двуглавая система города была упразднена и Администрацией города вновь стал руководить избираемый Тюменской городской Думой глава города.
Полномочия
- Первый заместитель Главы города Тюмени
- Заместители Главы города Тюмени

### Отраслевые органы Администрации
- Административный департамент;
- Департамент безопасности жизнедеятельности;
- Департамент городского хозяйства;
- Департамент дорожной инфраструктуры и транспорта;
- Департамент земельных отношений и градостроительства;
- Департамент имущественных отношений;
- Департамент культуры;
- Департамент образования;
- Департамент по спорту и молодежной политике;
- Департамент потребительского рынка;
- Департамент финансов и налоговой политики;
- Департамент экономики и стратегического развития;
- Комитет здравоохранения;
- Комитет по межнациональным отношениям;
- Комитет специальных мероприятий;
- Правовой департамент.

### Территориальные органы Администрации
- Управа Восточного административного округа;
- Управа Калининского административного округа;
- Управа Ленинского административного округа;
- Управа Центрального административного округа.

## Руководители
- 24 декабря 1991 — январь 1993 — Райков, Геннадий Иванович
- январь 1993 — 12 апреля 2005 года — Киричук, Степан Михайлович
- 12 апреля — 22 ноября 2005 — Якушев, Владимир Владимирович
- 22 декабря 2005 — 10 мая 2007 — Сметанюк, Сергей Иванович
- 5 июля 2007 — 3 февраля 2011 — Куйвашев, Евгений Владимирович
- 25 февраля 2011 — 29 мая 2018 — Моор, Александр Викторович
- С 8 октября 2018 — 20 мая 2024 Кухарук, Руслан Николаевич
- С 01 июля 2024 - Афанасьев, Максим Викторович